# Tamarugokägelnäbb
Tamarugokägelnäbb (Conirostrum tamarugense) är en fågel i familjen tangaror inom ordningen tättingar.

## Utbredning och status
Fågeln förekommer i sydvästra Peru (Arequipa och Tacna) till norra Chile (Tarapacá).

## Status
Arten har ett begränsat utbredningsområde, men tros öka i antal. IUCN kategoriserar arten som livskraftig. Beståndet uppskattas till i storleksordningen 20 000 till 50 000 vuxna individer.

## Namn
Fågelns svenska och vetenskapliga artnamn syftar på tamarugo, ett mycket torktåligt träd i släktet Prosopis som är endemiskt för norra Chile, framför allt Pampa del Tamarugal.